# كيث ليتلر
كيث ريجنالد ليتلر (بالإنجليزية: Keith Littler) (مواليد 26 مارس 1961 في إيلي، كامبردجشاير)، هو مؤلف وكاتب وملحن ومنتج إنجليزي، اشتهر بعمله في العديد من برامج الأطفال.

## مطرقة أسفل الشارع
قام كيث ليتلر، مدير ومؤسس Fubuloo Ltd، بإنتاج وإخراج مسلسل من 52 حلقة مدة كل منها 11 دقيقة لصالح تلفزيون ITV ساوثامبتون كما كان رئيس التحرير ومحرر السيناريو. يقوم المسلسل، المبني على مفهوم أصلي لبول غالاوي وريتشارد واتسون، ببطولة فيل جوبيتوس ويتبع مغامرات أربعة أطفال يواجهون عقبات عشوائية وغير محتملة في سعيهم لبناء مزرعة مدينة. 
كما أدى ليتلر أيضًا الموسيقى لهذه السلسلة.

## مجموعة الترفيه الصغيرة المحدودة
ليتلر هو أيضًا مدير مجموعة الترفيه الصغيرة،  التي تطورت من شركة ما بعد الإنتاج التي أسسها في عام 1988. أنتجت شركة Littler العديد من البرامج التلفزيونية الناجحة دوليًا بما في ذلك (Little Red Tractor ( BBC Cambridge و
( Merlin the Magical Puppy ( Anglia Television Cambridge و
(Little Monsters (BBC Plymouth و
(Roman Mysteries (BBC Cambridge و
( Billy (Granada Television Liverpool وغيرها.
ليتلر مؤلف نشر العديد من كتب الأطفال المتعلقة بمسلسله التلفزيوني.
في عام 2007 ، أسس ليتلر مجموعة الموسيقى للأطفال The Bopps واستمر في التطور والظهور في المسلسل التلفزيوني مع Stan Cullimore و Michael Cross و Joanna Ruiz لصالح Nickelodeon .
أسس ليتلر شركته للإنتاج التلفزيوني عام 1988 بعد عشر سنوات من العزف على الفرق الموسيقية وكرة القدم في الإذاعة المحلية مع سيفيرن ساوند .
نتج عن شغفه بالرياضة النارية إنتاج وتقديم بطولة
(Sky Sports the (Legends Cars Championship.

## أعمال أخرى
عمل ليتلر أيضًا كمصمم صوتي في The Adventures of Dawdle the Donkey (بالإضافة إلى تأليف الموسيقى الخلفية) (ITV) و
(Casper and Friends ( TCC ، وهو مؤلف موسيقي في
( Little Monsters (BBC ومخرج صوت في Watership أسفل (ITV).

## روابط خارجية
- كيث ليتلر على موقع IMDb (الإنجليزية)

- كيث ليتلر في قاعدة بيانات الأفلام على الإنترنت
- مجموعة الترفيه الصغيرة نسخة محفوظة 26 يوليو 2013 على موقع واي باك مشين.